# Juan Galindo
Juan Galindo   (Dublín, 1802 - Tegucigalpa, 1839) va ser un activista polític irlandès-hondureny i oficial militar i administratiu del govern liberal de la República Federal de Centreamèrica. Va representar el govern mitjançant una missió diplomàtica als Estats Units i Anglaterra. Les seves funcions a Amèrica Central li van permetre explorar la regió i examinar les ruïnes maies. Els informes sobre les seves troballes li van valer el reconeixement com un dels primers pioners de l'arqueologia maia.

## Biografia
Galindo va néixer a Dublín el 1802 com a John Galindo. El seu pare, Philemon Galindo era un anglès d'ascendència espanyola i la seva mare, Catherine Gough, era irlandesa. Tots dos pares eren actors que es van conèixer mentre treballaven en un teatre a Bath a Anglaterra. Es van casar a Dublín el 1801. La seva vida primerenca és obscura i no se sap per què ni exactament quan va marxar al Nou Món. Les fonts difereixen sobre la seva emigració, però abans dels vint anys es va unir a l'almirall Thomas Cochrane per lluitar per la independència de Xile o es va unir al seu oncle, una plantació. propietari a Jamaica.
El primer registre definitiu de la seva primera carrera es va produir l'any 1827 quan va treballar com a secretari i traductor del cònsol britànic a Guatemala. El 1828 era el superintendent de millores per al port d'Iztapa així com un major en un batalló d'Hondures.

## República Federal d'Amèrica Central
El 1829 les forces liberals comandades per Francisco Morazán van envair Guatemala. Galindo es va unir als liberals i l'exèrcit de Morazán va portar ràpidament la revolució a un final satisfactori. Morazán va establir la República Federal de Centreamèrica i Galindo va gaudir del patrocini de Morazán i Mariano Gálvez, el cap d'estat a Guatemala. El nou congrés federal va concedir a Galindo la naturalització i va canviar el seu nom pel de Juan.
Galindo va realitzar diverses tasques militars per al nou govern, incloent l'oficial d'una guarnició militar a Omoa, el comandant del port de Trujillo i el governador militar del Petén. El 1834, va rebre una concessió de terres d'un milió d'acres a Petén amb les estipulacions que pacificava els maias lacandons natius i establiria la zona en cinc anys amb colons que serien lleials al govern de Guatemala. Aviat es va adonar que la frontera entre Guatemala i Hondures britànica estava en disputa i els britànics van afirmar que la nova concessió de terres de Galindo pertanyia a Hondures britànica. Els talladors britànics de caoba estaven tallant activament a la zona, privant Galindo de l'actiu més valuós de la terra. Quan les discussions amb el cònsol del Regne Unit Frederick Chatfield a Hondures britànica no van poder resoldre el problema, Amèrica Central va nomenar a Galindo com a enviat per negociar directament amb el Ministeri d'Afers Exteriors britànic a Londres.
Galindo va abandonar Centreamèrica el gener de 1835, aturant-se primer a Washington DC amb l'esperança de convença els Estats Units per avalar la seva causa contra els britànics. A canvi, Galindo es va oferir a proporcionar informació sobre possibles rutes de canals per Nicaragua. Es va reunir amb el secretari d'Estat John Forsyth i el president Andrew Jackson el maig de 1835, però no va aconseguir el seu aval. Galindo es va dirigir a Londres i hi va arribar a l'agost. Va tenir una reunió amb el secretari d'Afers Exteriors Lord Palmerston poc després de la seva arribada, però després les converses van continuar de manera inconsistent. A l'abril de 1836 Palmerston havia decidit no treballar amb Galindo i va oferir l'excusa convenient que com que Galindo va néixer com a súbdit britànic, no podia representar un govern estranger.
Sense un bon títol per a la seva concessió de terres a Petén, Galindo no va poder atreure colons. En lloc d'això, va demanar una altra oportunitat a Centreamèrica i se li va oferir una subvenció a la Costa de Mosquitia. Mentre encara era a Londres, Galindo va reclutar el seu pare i altres parents per dirigir un grup de colons a establir-se en aquesta costa remota. Aquesta empresa va acabar en fracàs; els colons estaven mal equipats, mancaven de subministraments suficients i no van trobar cap manera de guanyar-se la vida un cop van arribar. Quan Galindo va tornar a Amèrica Central el 1836, l'assentament s'havia ensorrat i el seu pare havia tornat a Anglaterra. També va trobar que la seva influència amb el govern d'Amèrica Central estava molt disminuïda.
El règim liberal que havia governat Amèrica Central estava ara assetjat. Galindo va intentar reunir la simpatia contra l'agressió britànica percebuda, però aquest esforç no va aconseguir l'atenció popular. Quan va començar la guerra civil, es va reincorporar a l'exèrcit, comandat per un general liberal, Trinidad Cabañas. Cabañas va ser derrotat per les forces conjuntes d'Hondures i Nicaragua prop de la ciutat de Tegucigalpa. Galindo va ser assassinat el 30 de gener de 1840, després de la batalla.

## Arqueologia maia
Com a governador militar de Petén, Galindo va emprendre un viatge exploratori pel riu Usumacinta i després va creuar per terra per arribar a les ruïnes maies de Palenque l'abril de 1831. Va passar un mes explorant el lloc i va escriure un relat de les diverses estructures, va dibuixar plànols i va dibuixar diverses de les decoracions que va trobar. Més tard aquell mateix any el seu compte va ser publicat per la Literary Gazette de Londres i la Geographical Society de París. També va enviar una petita col·lecció d'objectes maies a la Royal Society de Londres.
El 1834, Galindo va ser enviat pel govern centreamericà per estudiar i informar sobre les ruïnes de Copán. Va passar unes deu setmanes explorant la zona, escrivint informes i dibuixant les seves troballes. Va escriure dos breus informes per a la Literary Gazette de Londres i l’American Antiquarian Society. Un informe més detallat amb vint-i-sis il·lustracions va ser enviat a la Société de Géographie de París i l'original va ser enviat al seu govern amb el supòsit equivocat que seria publicat. En canvi, va ser arxivat i "perdut" durant més de cent anys quan va ser trobat i publicat el 1945.
Tot i que va ser només una petita part de la seva carrera, Galindo va demostrar ser un observador astut i un comunicador eficaç que es va guanyar el reconeixement com un dels primers pioners de l'arqueologia maia. Va escriure unes trenta-dues cartes a la Société de Géographie compartint les seves idees. Galindo va ser un dels primers a esmentar l'estreta semblança entre els pobles maies contemporanis i les imatges tallades dels antics maies que es troben entre les ruïnes, i va suggerir correctament que la civilització maia original va ser creada pels avantpassats del maies contemporanis. També va ser el primer investigador a copiar acuradament els jeroglífics maies i identificar-los com una forma única d'escriptura.